# Granica algiersko-mauretańska
Granica algiersko-mauretańska − granica międzypaństwowa pomiędzy Algierią i Mauretanią o długości 463 kilometrów.
Początek granicy znajduje się na trójstyku z Mali o współrzędnych 25°00′00″N 4°50′06″W/25,000000 -4,835000. Następnie granica biegnie linią prostą w kierunku północno-zachodnim przez Saharę do trójstyku z Marokiem w punkcie 27°17′39,84″N 8°40′00,05″W/27,294400 -8,666680.